# Обстрел казарм Оснабрюка
Обстрел казарм Оснабрюка (англ. Osnabrück mortar attack) произошёл 28 июня 1996 в немецком городе Оснабрюк. Пятеро боевиков ИРА обстреляли из самодельных миномётов казармы Квебек Британской армии. Жертв и пострадавших не было.

## Предыстория
В начале 1990-х годов обе враждовавшие стороны конфликта в Северной Ирландии — Правительство Великобритании и Ирландская республиканская армия — признали, что конфликт не может быть разрешён военным путём. ИРА приняла решение отправить на переговоры своё политическое крыло, ирландскую националистическую партию Шинн Фейн, на успехи представителей которой очень рассчитывала. 31 августа 1994 ИРА объявила о временном прекращении огня, однако за прошедшие полтора года с момента прекращения ситуация не улучшилась, и переговоры зашли в тупик. 9 февраля 1996 ИРА в одностороннем порядке разорвала соглашение о перемирии, организовав взрыв в Доклендсе, который унёс жизни двух человек и нанёс огромный материальный ущерб. В июне 1996 года в Манчестере прогремел ещё один взрыв, в ходе которого пострадали десятки человек.
Действия солдат Временной ИРА с 1996 по 1997 годы должны были подчеркнуть превосходство ирландцев в переговорах и их право диктовать британцам условия. Ситуация обострялась тем, что консерваторы в британском парламенте отказывались вести переговоры и настаивали на ведении войны до победного конца и до капитуляции ИРА. В июне 1997 года Лейбористская партия заявила о готовности вступить в переговоры с ирландцами.

## Атака
Атаку планировалось осуществить в 18:50 по Берлину. Самодельный миномёт Mk 15 был установлен на крыше фургона Ford Transit. Были произведены три выстрела. Масса взрывчатого вещества в каждом снаряде составляла 81,64 кг. Фургон был отремонтирован бывшим военным инженером Майклом Диксоном, который специально установил опорную плиту для миномёта. Оружие было закрыто брезентом. Две бомбы не долетели до здания казарм и не разорвались, третья же пролетела 20 ярдов над территорией базы и взорвалась, оставив после себя небольшой кратер. На момент взрыва на всей военной базе (в том числе и в казармах) находились 150 солдат, никто из них по счастливой случайности не был ранен или убит; также не возникло пожара, однако в результате взрыва несколько зданий, автомобилей и единиц бронетехники пострадали от взрывной волны. Масштаб ущерба руководством базы был назван «существенным». После атаки автомобиль был взорван самими же боевиками, чтобы скрыть доказательства их нападения, однако по некоторым уцелевшим деталям удалось установить, что он был изготовлен в Йоркшире.
Нападавших было пятеро: трое мужчин и двое женщин. Они отдыхали в Северной Германии, где и закупили оборудование для изготовления миномёта. Диксон отрицал факт, что изготавливал взрывчатку, поскольку в армии его этому не учили (он служил в Корпусе королевских инженеров на территории Германии и ни разу не был в Великобритании). Рошин Макэлиски, дочь республиканской активистки Бернадетт Макэлиски, и Джимми Корри были объявлены основными подозреваемыми в организации взрыва. Целью этих лиц была дестабилизация обстановки в Европе, но не уничтожение военных или гражданских лиц.

## Последствия
Занимавший тогда место премьер-министра Великобритании Джон Мейджор назвал поступок нападавших трусостью, которая только подтвердила стремление ИРА и Шинн Фейн уйти от мирного урегулирования конфликта в Северной Ирландии, а Джон Братон, премьер-министр Ирландии, и вовсе назвал такую стратегию ИРА бессмысленной.
41-летний Майкл Диксон в декабре 2002 года был арестован в Чехии по обвинению в организации атаки на казармы, контрабанде сигарет и табака. За покушение на убийство и взрыв он был осуждён в Германии и приговорён к 6 с половиной годам лишения свободы, отбыв наказание в Целле. Его освободили досрочно спустя всего 2 года и 3 месяца. Саму Рошин Макэлиски к суду так и не удалось привлечь: дважды Германии отказали в экстрадиции Макэлиски.